# سیارک ۲۳۶۶
سیارک ۲۳۶۶ (به انگلیسی: 2366 Aaryn، نامگذاری:1981AC1) دو هزار و سیصد و شصت و ششمین سیارک کشف شده‌است که در ۱۰ ژانویه ۱۹۸۱ کشف شد.
قدر مطلق سیارک برابر ۱۳٫۸۰ است.